# Ginés Pérez de la Parra
Ginés Pérez de la Parra, también conocido como Juan Ginés Pérez (Orihuela, 1548 - Orihuela, 25 de noviembre de 1600) fue un compositor español.

## Biografía

### Orihuela
Se desconoce el día exacto de su nacimiento, pero sí está acreditada la fecha de bautismo, celebrado en la catedral de Orihuela el 7 de octubre de 1548, siendo hijo de Juan Pérez, de profesión cestero.
Desde muy niño demostró una gran aptitud y disposición hacia el arte de la música, formando parte del Coro de Infantillos de la catedral de Orihuela, y fue tal su perfección y cualidades que en 15 de octubre de 1562, tras la oportuna oposición, y contando solamente 14 años de edad, fue nombrado maestro de capilla de la citada catedral. Desempeñó el cargo durante 19 años, hasta 1581, por lo que se constituyó en el primer maestro de capilla de la catedral, al ser erigida ésta en Obispado en el año 1.564.

### Maestro de capilla en Valencia
El 23 de febrero de 1581 es ordenado diácono y realiza oposiciones a Maestro de Capilla de la Catedral de Valencia. Además de Maestro de Capilla, fue nombrado Director del Colegio de Seises o Infantillos, cargos que no siempre iban reunidos porque exigían conocimientos y aptitudes especiales que se hallaron unidas en este artista. Entre los infantillos debió figurar Juan Bautista Comes, que desde luego, está demostrado fue discípulo de Ginés Pérez.
Nombrado ya Maestro de Capilla de Valencia, lo que sucedió, como se ha indicado anteriormente, en 1581, y en plena posesión de su plaza y desempeño de su cargo, compuso varias obras. Ginés Pérez desapareció de la Catedral de Valencia en los primeros meses de 1.595, sin dar explicación alguna.

### Canónigo en Orihuela
Ginés Pérez abandonó la música práctica, cambiándola por una canonjía en la Santa Iglesia Catedral de Orihuela (nombramiento realizado por Felipe II en atención a sus méritos). A esta etapa de su vida corresponden, las composiciones para el Misterio de Elche.
Sus obras se conservan en los archivos de las catedrales de Valencia, principalmente, Segorbe, Orihuela y Málaga, suponiendo esto su presencia en las mismas más o menos tiempo, puesto también se tiene noticia de que Ginés Pérez era de genio adusto y voluble, y que ello le hizo andar de uno en otro destino, empujado por disgustos o incompatibilidades.
Falleció en Orihuela el 25 de noviembre de 1600.

## Media
- Luget Judea. Retrobem la nostra música, CD n.º 20.
- Ululate, Pastores. Retrobem la nostra música, CD n.º 20.
- Salve, Regina. Retrobem la nostra música, CD n.º 20.